# Попович Володимир Васильович
Володи́мир Васи́льович Попо́вич (1989—2014) — молодший сержант Міністерства внутрішніх справ України, учасник російсько-української війни.

## Життєпис
Народився 1989 року в селі Монастирець (Жидачівський район, Львівська область). Був у матері другою дитиною. Навчався у школі с. Монастирець (на даний час — Монастирецький НВК «Загальноосвітній навчальний заклад-дошкільний навчальний заклад» імені Володимира Поповича). У 2009 році закінчив Надвірнянський коледж Національного транспортного університету.
Боєць батальйону «Львів» з травня 2014-го, доброволець. 16 серпня надійшла інформація про те, що недалеко від Лисичанська переховуються бойовики. Підрозділ потрапив у засідку, три військовики, серед них і Попович, були поранені — молодші сержанти Степан Василенко та Іван Яцейко. 17 серпня Володимир помер в лікарні.
18 серпня 2014 року односельці живим ланцюгом зустрічали тіло бійця: діти тримали квіти та плакати, вздовж дороги горіли лампадки.

## Нагороди та вшанування
- 21 серпня 2014 року — за особисту мужність і героїзм, виявлені у захисті державного суверенітету та територіальної цілісності України, вірність військовій присязі під час російсько-української війни, відзначений — нагороджений орденом «За мужність» III ступеня (посмертно).
- Його портрет розміщений на меморіалі «Стіна пам'яті полеглих за Україну» у Києві: секція 3, ряд 1, місце 9.
- Вшановується 17 серпня на щоденному ранковому церемоніалі вшанування українських захисників, які загинули цього дня у різні роки внаслідок російської збройної агресії[1]
- Його іменем названо Монастирецький НВК.[2]